# Passiflora incarnata
Espèce
Classification phylogénétique
La Passiflore officinale, Liane de grenade (en Louisiane) ou encore Maypop (Passiflora incarnata), est une espèce de plantes à fleurs du genre Passiflora (les passiflores) et de la famille des Passifloraceae. C'est une plante grimpante originaire du sud-est des États-Unis et du Mexique.
Les parties aériennes sont utilisées traditionnellement pour traiter l'insomnie et l'anxiété. Elle est inscrite à la 10e édition de la Pharmacopée française.
Synonymes :
- Granadilla incarnata (L.) Medik., Malv. 96, 1787 ;
- Passiflora edulis var. keri (Spreng.) Mast., Trans. Linn. Soc. Londres 27: 637, 1871 ;
- Passiflora incarnata f. alba Waterf., Rhodora 52: 35, 1950 ;
- Passiflora incarnata var. integriloba DC., Prodr. 3:329, 1828 ;
- Passiflora kerii Spreng., Syst. Veg. vol. 2, 39, 1826.

## Description

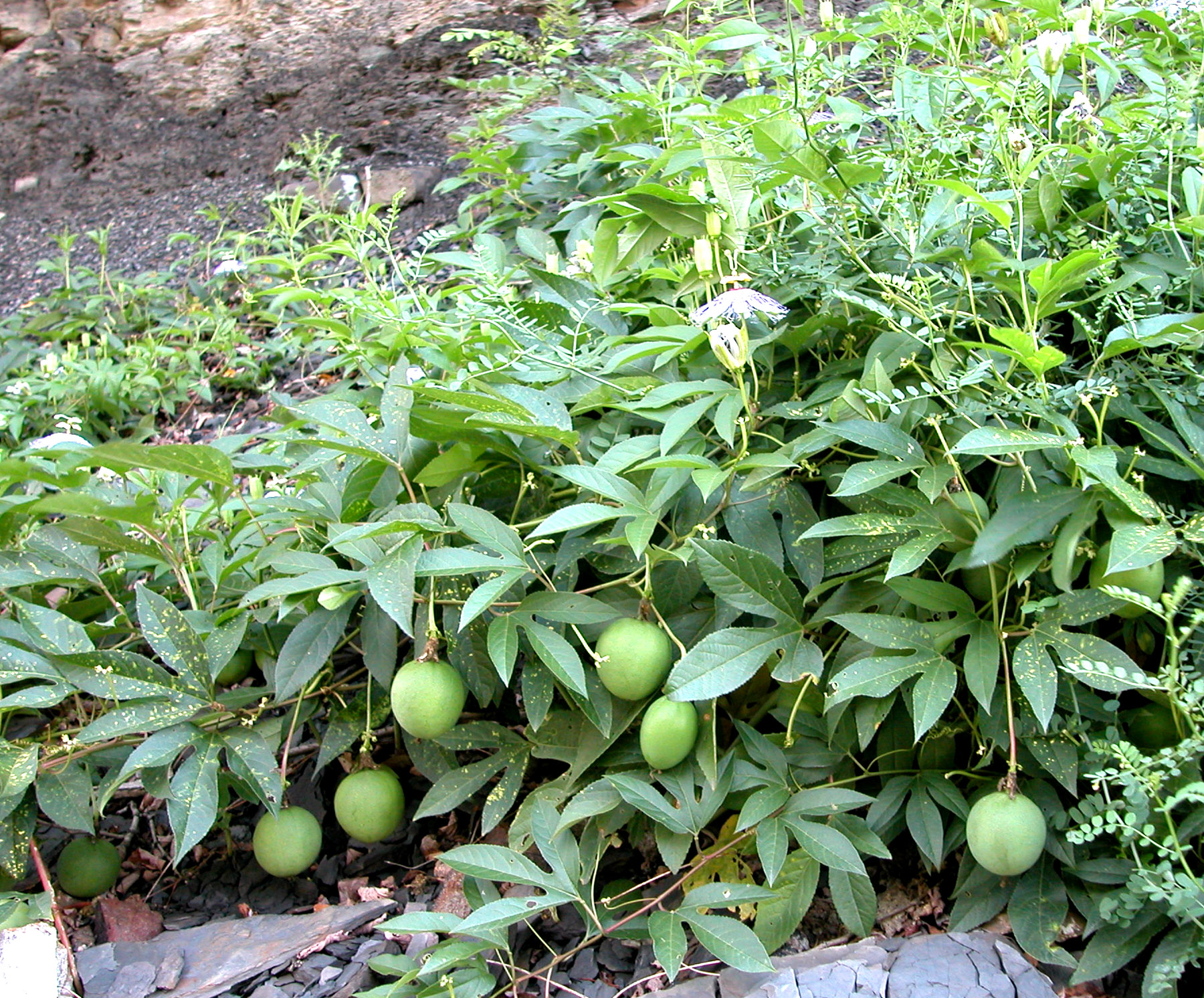
Passiflora incarnata.

La Passiflore officinale est une plante grimpante pérenne, s'accrochant par ses vrilles. C'est une herbacée disparaissant complètement l'hiver dans les régions froides.
Les feuilles alternes sont portées par un pétiole pubescent, de 1-2 cm de long, portant 2 glandes sessiles en haut. Le limbe est trilobé, de 8-12 × 7-11 cm, à lobes elliptiques lancéolés, à marge serretée.
Les fleurs solitaires, portées par un pédoncule pubescent de 3-3,5 cm, comprennent :
- 3 larges bractées portant 5-6 glandes
- 5 sépales oblongs, épais, blancs sur la face inférieure
- 5 pétales oblongs lancéolés de 2-2,5 cm, rose ou pourpre pale
- une couronne de filaments bleu mauve
- une colonne (l'androgynophore) portant :
  - 5 étamines terminées par des anthères orangées, tournées vers le bas
  - un ovaire pubescent surmonté de 3 styles blancs, unis à la base

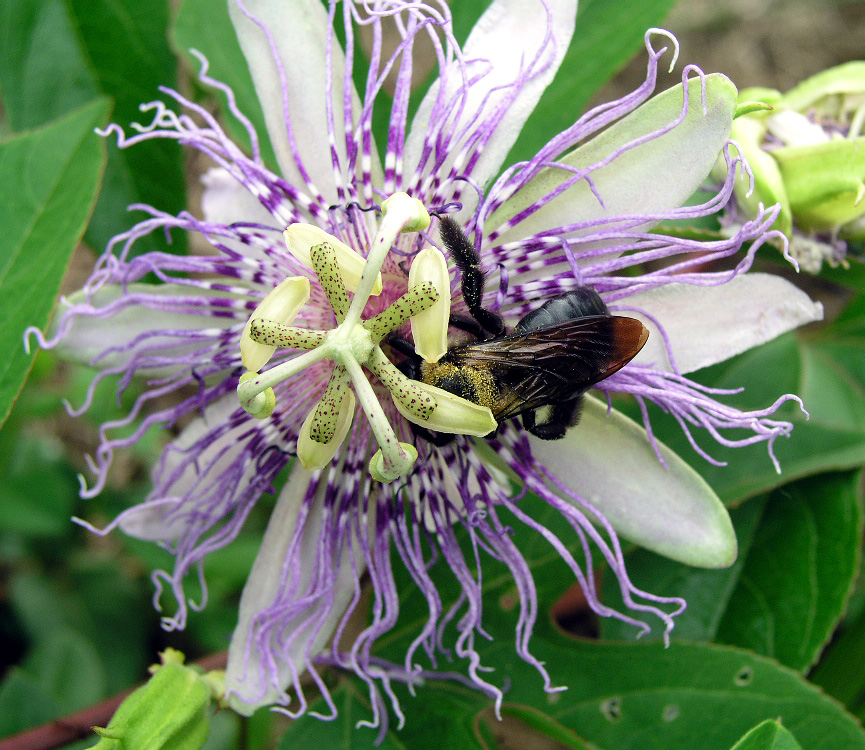
Fleur pollinisée.

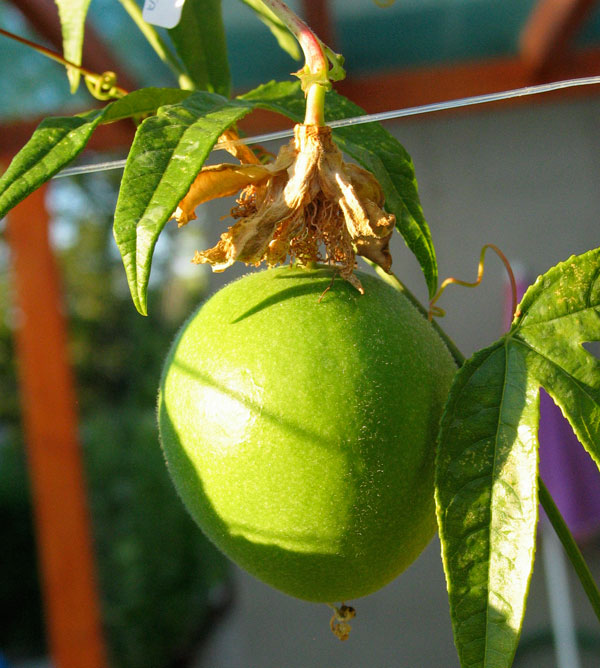
Fruit de la Passiflora incarnata.

La fleur fait dans sa totalité de 5 à 9 cm de diamètre. La floraison s'étale de juin à septembre.
Le fruit est une baie oblongue-ovoïde, jaune verdâtre, de 5 cm de long, comestible.

## Écologie
Passiflora incarnata pousse spontanément dans le sud-est des États-Unis et au Mexique.
Elle est cultivée dans de nombreuses régions du monde pour des raisons ornementales ou médicinales.

## Composition
En général, les passiflores sont riches en alcaloïdes, flavonoïdes, composés phénoliques et hétérosides cyanogènes.
- Flavonoïdes

Les flavonoïdes sont les composants majeurs de Passiflora incarnata (2,5 %). Ont été isolés entre autres :
la schaftoside, isoschaftoside, l'apigénine, la vitexine (apigénine-8-C-glucoside), l'isovitexine (apigénine-6-C-glucoside), la lutéoline, l'orientine (lutéoline-8-C-glucoside), l'iso-orientine, les O-glucosides en 2" de l'isovitexine et de l'iso-orientine, la quercétine, le kaempférol, vicénine-2 etc. En général, l'isovitexine et son dérivé glucolysé sont prédominants. D'après Dhawan le principe actif serait une benzoflavone BZF (voir la section suivante).
La plus grande concentration de flavonoïdes se trouve dans les feuilles au moment de la floraison.
| Nom            | R1   | R2  | R3   | R4 | Formule                                                      |
| -------------- | ---- | --- | ---- | -- | ------------------------------------------------------------ |
| vitexine       | H    | H   | gluc | H  | hétéroside de flavone : vitexine, isovitexine, orientine etc |
| isovitexine    | gluc | H   | H    | H  | hétéroside de flavone : vitexine, isovitexine, orientine etc |
| orientine      | H    | H   | gluc | OH | hétéroside de flavone : vitexine, isovitexine, orientine etc |
| iso-orientine  | gluc | H   | H    | OH | hétéroside de flavone : vitexine, isovitexine, orientine etc |
| swertisine     | gluc | CH3 | H    | H  | hétéroside de flavone : vitexine, isovitexine, orientine etc |
| schaftoside    | gluc | H   | arab | H  | hétéroside de flavone : vitexine, isovitexine, orientine etc |
| isoschaftoside | arab | H   | gluc | H  | hétéroside de flavone : vitexine, isovitexine, orientine etc |
| vicénine-2     | gluc | H   | gluc | H  | hétéroside de flavone : vitexine, isovitexine, orientine etc |

- Alcaloïdes indoliques

Passiflora incarnata contient des alcaloïdes indoliques :
harmane, harmol, harmine, harmalol, harmaline, mais à des concentrations très faibles et variables (voire nulles) suivant les conditions de cultures. Seul l'harmane a pu être régulièrement caractérisé et dans la majorité des échantillons commerciaux, il n'est même pas détectable.
- autres phyto-constituants

Les parties aériennes contiennent des acides-phénols, des coumarines, des phytostérols, des huiles essentielles (1 ml/kg), des hétérosides cyanogènes (la gynocardine) et du maltol. Parmi les glucides, on trouve le raffinose, le saccharose, D-glucose et D-fructose.
Les huiles essentielles comprennent : l'hexanol (1,4 %), alcool benzylique, linalol (3,2 %), le 2-phényléthanol (1,2 %), le carvone (8,1 %), le trans-anéthol (2,6 %), l'eugénol (1,8 %), l'iso-eugénol (1,6 %), le β-ionone.
L'odeur typique de la passiflore officinale repose sur le limonène, cumène, alpha-pinène, prezizaene, zizaene et zizanène.
On a trouvé aussi 21 acides aminés.

## Propriétés pharmacologiques
La Passiflora incarnata est probablement la seule espèce du genre Passiflora à avoir été utilisée partout[Où ?] comme anxiolytique et sédative et ceci depuis les temps les plus anciens[Quand ?]. Et pourtant la nature des substances actives reste encore en partie incertaine.
Le maltol, un dépresseur du système nerveux central, pourrait avoir ces actions mais sa concentration dans la drogue est insignifiante. On a cité aussi les alcaloïdes indoliques. En fait, ce sont comme la plupart des β-carbolines des stimulants du système nerveux central. Des chercheurs ont aussi évoqué les flavonoïdes comme la chrysine (5,7-dihydroxyflavone). Mais si elle est présente chez Passiflora caerulea, elle n'a pas été identifiée chez P. incarnata.
Plusieurs études démontrent les effets anxiolytiques de la passiflore, notamment sous galénique SIPF,,.
Une nouvelle piste trouvée par Dhawan et collaborateurs, est un composé de benzoflavone (BZF) formé d'un cycle benzénique fusionné en position 6, 7 à un dérivé de flavone.
La structure complète de cette nouvelle molécule BZF n'est pas publiée en raison de prises de brevets à son égard. Mais elle est l'objet de plusieurs études par l'équipe de ses découvreurs indiens sur son action préventrice de formation de dépendance aux drogues. Si le BZF est administré en même temps que le delta-9-THC, le principe actif du cannabis, on observe une atténuation des effets de l'état de manque. Ainsi, le BZF pris avec le delta-9-THC prévient le développement de tolérance et dépendance aux cannabinoïdes chez la souris. Des études faites aussi sur la dépendance à la morphine, la nicotine ou l'alcool, ont montré que le BZF prévenait l'expression des effets de manque de ces drogues. Enfin, le BZF se révèle un anxiolytique plus intéressant que les benzodiazépines puisqu'il ne provoque pas de dépendance lors d'une prise prolongée.
Le mécanisme d'action de la benzoflavone BZF pourrait s'expliquer par un renforcement de l'inhibition de l'aromatase, une enzyme du groupe des cytochromes P-450. Il est supposé que le BZF inhiberait la conversion des androgènes (testostérone) en œstrogène et contribuerait ainsi à augmenter la testostérone libre dont on sait qu'elle est responsable de la non apparition des effets de manque des drogues.
Une étude comparative sur la souris de l'activité d'un extrait de Passiflora incarnata et Passiflora edulis à la dose de 125 mg /kg a manifesté une activité anxiolytique significative pour la première et aucune activité pour la seconde. Pourtant ces deux passiflores se ressemblent énormément tant au plan morphologique que microscopique. Il importe donc de vérifier que la drogue formée à partir des tiges feuillées de P. incarnata ne soit pas falsifiée par des tiges feuillées de P. edulis.
L'extrait de P. incarnata a aussi manifesté des propriétés aphrodisiaques significatives chez la souris mâle.
Aucune monographie consacrée à P. incarnata ne mentionne de toxicité. Des doses excessives peuvent provoquer des spasmes ou même la paralysie chez l'animal.

## Utilisations
- En médecines traditionnelles

La passiflore officinale était connue des Amérindiens d'Amérique du Nord pour ses fruits mais ils en faisaient une utilisation médicinale somme toute limitée. Les Houmas utilisaient l'infusion de racines comme fortifiant du sang. Les indiens Cherokee du Tennessee faisaient plusieurs usages médicinaux de la racine en infusion (comme fortifiant ou pour faciliter le sevrage des bébés, par exemple) ou des usages sociaux comme boisson.
Elle est mentionnée dès 1787, dans Materia Medica Americana, un ouvrage publié en latin en Allemagne, pour traiter l'épilepsie des personnes âgées. Les parties aériennes de la Passiflora incarnata sont depuis longtemps un remède très populaire en Europe pour traiter l'insomnie et l'anxiété. Son emploi est attesté aussi dans de nombreux pays du monde, par exemple au Brésil pour ses effets analgésiques, antispasmodiques et sédatifs ou en Irak, en Turquie, en Inde, etc.
En France, la passiflore officinale entre aussi dans de nombreuses préparations homéopathiques ou phytothérapeutiques. On la trouve en général associée à plusieurs autres plantes. Ainsi, l'Euphytose qui est utilisée en France depuis 1927, associe la valériane (Valeriana officinalis) 50 mg, la passiflore officinale 40 mg, l'aubépine (Crataegus sp.) 10 mg et la ballotte (Ballota nigra) 10 mg. Elle est conseillée dans les troubles mineurs de l'anxiété et les troubles mineurs du sommeil. Des gélules titrées à 300 mg de poudre de passiflore sont disponibles sous le nom d'Arkogélules Passiflore depuis 1989. Elusanes Passiflore 200mg se présente sous forme de gélules titrées à 200 mg d'extrait sec de passiflore. Spécialités pharmaceutiques bénéficiant d'une AMM depuis le 19/07/1986.
En Belgique, une étude observationnelle conduite sur un extrait sec de Passiflore (Passiflora incarnata) titré à 200 mg sur près de 3000 patients, conclut à un effet plus important chez les dépressions modérées que chez les malades en dépression profonde. À la deuxième visite située entre 2 et 8 semaines après le début du traitement, 15 % des patients voient leur score de Hamilton (échelle de dépression) amélioré.
En Allemagne, la Commission E indique : agitation nerveuse, « une inhibition de l'activité motrice ayant été observée de façon répétée chez l'animal ».
Aux États-Unis, le fruit de cette plante est couramment consommé, il a d'abord été consommé par les Cherokees qui appellent le fruit «ocoee». Les Américains font souvent pousser cette plante dans leurs jardins pour attirer les papillons et le colibri à gorge rubis, en plus de l'utiliser comme une source de fruits frais. Le fruit de Passiflora incarnata peut être utilisé comme un substitut d'un parent d'Amérique du Sud, passiflora edulis, pour sa croissance, parce que sa baie a à peu près la même taille et un rendement similaire de jus, ce qui est parfait pour certains types de cocktails américains. Il est également utilisé dans la confiture.
Passiflora incarnata est inscrite dans la pharmacopée du Royaume-Uni, de l'Allemagne, de la France et de nombreux autres pays. Elle est très utilisée dans les préparations homéopathiques.
- En horticulture

La passiflore officinale est peu cultivée en France. Elle demande des sols bien drainés, de la chaleur en été pour fleurir et pas trop d'humidité en hiver.
- La culture pour l'industrie homéopathique et phytothérapique se fait en France et en Italie.

## Effets indésirables
La passiflore peut provoquer des étourdissements, de la confusion et de l'ataxie chez certains patients.